# The Rainbow Trail (film, 1918)
Pour les articles homonymes, voir The Rainbow Trail.
Pour plus de détails, voir Fiche technique et Distribution.
The Rainbow Trail est un film muet américain réalisé par Frank Lloyd et sorti en 1918.
Deux autres versions du sujet seront tournées, l'une en 1925 de Lynn Reynolds avec Tom Mix, l'autre en 1932 de David Howard avec George O'Brien.

## Fiche technique
- Titre : The Rainbow Trail
- Réalisation : Frank Lloyd
- Scénario : Charles Kenyon, Frank Lloyd, d'après une nouvelle de Zane Grey
- Production : Fox Film Corporation
- Genre : Western[1], drame, romance[2]
- Durée : 60 minutes
- Dates de sortie :
  - États-Unis : 27 octobre 1918

## Distribution
- William Farnum : Lassiter/Shefford
- Ann Forrest : Fay Larkin
- Mary Mersch : Jane Withersteen
- William Burress
- William Nigh : Shad
- Genevieve Blinn : Ruth
- George Ross : le marshall
- Buck Jones : un cow-boy